# Mercuer
Mercuer é uma comuna francesa na região administrativa de Auvérnia-Ródano-Alpes, no departamento de Ardèche. Estende-se por uma área de 7,57 km². Em 2010 a comuna tinha 1 249 habitantes (densidade: 165 hab./km²).